# Diagramă matricială
Diagrama matricială se folosește pentru a determina relații între cauze și rezultate sau între metode și obiective, atunci când fiecare dintre acestea constă din două sau mai multe elemente sau factori. Două serii de factori, una plasată pe o linie orizontală, cealaltă plasată pe coloane verticale, generează o matrice care constituie un mijloc pentru a analiza în mod sistematic corelațiile între factorii-linie și factorii-coloană și reprezintă gradul lor de corelație.
În dicționarul BusinessDictionary este dată următoarea definiție: „Diagrama matricială este un instrument grafic care arată conexiunea sau corelația dintre idei sau probleme sub forma unui tabel (matrice). Se indică o relație la fiecare intersecție a liniilor și coloanelor ca prezență sau absență.” Ca exemplu, cele două seturi de factori/variabile pot fi cerințele clienților și specificațiile tehnice pentru a satisface cerințele clienților.

## Construirea unei diagrame matriciale
Pentru construirea unei diagrame matriciale se parcurg următoarele etape:

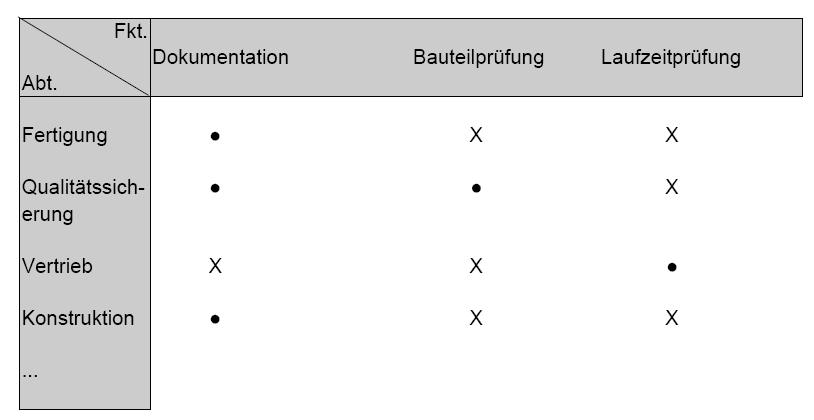
Matrice în L cu împărțirea problemelor pe elemente(fictivă)

 1. Se definește obiectivul utilizării diagramei matriciale. Acesta poate fi un enunț ca de exemplu „concentrarea pe îmbunătățirea  proiectului pentru cerințele de bază ale clienților”.
2. Se alege un grup de participanți care au cunoștințele necesare pentru a lucra la atingerea obiectivului.
3. Se definesc elementele/factorii pe fiecare axă/dimensiune a matricei, plecând de exemplu de la diagrama-arbore sau de la diagrama afinităților. Se obțin astfel două sau mai multe liste identificate de elemente/factori pe coloane și linii, în care investigarea relațiilor lor va ajuta să se atingă obiectivul fixat la punctul 1.
4. Se identifică ce tip de matrice se va folosi. În ordinea aproximativă a utilizărilor obișnuite aceste tipuri sunt:
- Matricea în L. Este utilizată cel mai frecvent. Permite să se reprezinte un tip de relație între două serii de factori, fiecare serie fiind poziționată pe una dintre laturile lui L.

- Matricea în T este utilizată atunci când există două serii distincte de probleme asupra unei liste esențiale. De exemplu, la o serie A de factori pot corespunde două alte serii de factori B și C, care urmează a fi analizate în raport cu prima serie/listă de factori A.[2] Este o matrice cu trei tipuri de factori, deci o matrice "pe trei axe".

- Matricea în Y este utilizată pentru compararea a trei liste de factori, strâns cuplați. Cele trei liste de factori A, B  și C pot fi comparați doi câte doi.

- Matricea în X este utilă pentru compararea a două perechi de liste complementare, cu fiecare pereche ocupând liste opuse în diagonală.[3]

- Matricea în C compară trei liste de factori simultan, de exemplu, persoane, produse și procese într-o fabrică. Fiind o matrice tridimensională este dificil și complicat de a elabora un desen.

5.  Se decide modul în care elementele din liste trebuie comparate în funcție de intensitatea relațiilor. Cele mai obișnuite sunt relațiile puternice, medii și slabe (probabile). Această etapă poate include și identificarea unor simboluri grafice utilizate la intersecția liniilor și coloanelor, care să indice intensitatea relațiilor între elemente. Sunt de preferat ponderi (valori numerice) stabilite pentru simbolurile grafice. De exemplu, se acordă valoarea 3 pentru corelație puternică, valoarea 2 pentru corelație medie  și valoarea 1  pentru o corelație slabă.
6. Se stabilesc concluziile practice, în funcție de rezultatele obținute.
Diagramele matriciale se folosesc frecvent în următoarele aplicații:
- pentru a clarifica relația dintre calitatea funcțională și caracteristicile de calitate, care trebuie realizate pe parcursul perioadei de fabricație;
- pentru a evalua mijloacele spre a acționa asupra cauzelor unor disfuncționalități particulare.